# Crespinet
Crespinet é uma comuna francesa na região administrativa de Occitânia, no departamento de Tarn. Estende-se por uma área de 9,15 km². Em 2010 a comuna tinha 178 habitantes (densidade: 19,5 hab./km²).